# ザ・グレイテスト・ショー
「ザ・グレイテスト・ショー」（The Greatest Show）は、ヒュー・ジャックマン、キアラ・セトル、ザック・エフロン、ゼンデイヤ、ザ・グレイテスト・ショーマン・アンサンブルによって歌唱・演奏された楽曲である。2017年に公開された映画『グレイテスト・ショーマン』のオープニング・ナンバーで、同作のサウンドトラックにも収録された。シングル・カットされた楽曲ではないものの、イギリスの2018年度年間シングルチャートでは第18位を記録した。
2018年にはパニック!アット・ザ・ディスコによるカバー・バージョンが発売されており、こちらは『ビルボード』誌のHot Rock & Alternative Songsで最高位10位を記録。2019年2月20日、ジャックマンが2019年ブリット・アワードのオープニングで本作を披露した。
日本では2019年に東京海上日動火災保険のCMソングとしても使用された。

## チャート成績（オリジナル版）

### 週間チャート（オリジナル版）
| チャート (2018年)                        | 最高位 |
| ---------------------------------------- | ------ |
| オーストラリア (ARIA)                    | 42     |
| アイルランド (IRMA)                      | 9      |
| 日本 (Japan Hot 100)                     | 88     |
| Japan Hot Overseas (Billboard JAPAN)     | 3      |
| スコットランド (Official Charts Company) | 18     |
| UK シングルス (OCC)                      | 20     |
| US Billboard Hot 100                     | 88     |

### 年間チャート（オリジナル版）
| チャート (2018年)                    | 順位 |
| ------------------------------------ | ---- |
| US Singles (Official Charts Company) | 18   |

| チャート (2019年)                    | 順位 |
| ------------------------------------ | ---- |
| US Singles (Official Charts Company) | 90   |

## 認定（オリジナル版）
| 国/地域                          | 認定        | 認定/売上数 |
| -------------------------------- | ----------- | ----------- |
| オーストラリア (ARIA)            | 2× Platinum | 140,000     |
| オーストリア (IFPI Austria)      | Gold        | 15,000      |
| フランス (SNEP)                  | Gold        | 100,000     |
| イギリス (BPI)                   | 3× Platinum | 1,800,000   |
| アメリカ合衆国 (RIAA)            | 2× Platinum | 2,000,000   |
| 認定のみに基づく売上数と再生回数 |             |             |

## パニック!アット・ザ・ディスコによるカバー
2018年11月2日、アルバム『グレイテスト・ショーマン：リイマジンド』の発売に先駆け、パニック!アット・ザ・ディスコによる「ザ・グレイテスト・ショー」がプロモーション・シングルとして発売された。フロントマンのブレンドン・ユーリーは「ベンジとジャスティンの作品は素晴らしいと思うし、『グレイテスト・ショーマン』のために2人が作ったサウンドラトラックに拍手を送りたい」とコメントし、本作のカバー・バージョンに「わずかながら自分の演技を取り入れる機会を得たこと」に興奮したと付け加えている。
『ローリング・ストーン』誌のライアン・リードは、パニック!アット・ザ・ディスコによるカバー・バージョンについて「ブラスのファンファーレと重厚なハーモニー・ボーカルという原曲の演劇的なアレンジに忠実でありながら鳴り響くドラムサウンドでリズムセクションを強化している。曲はクイーン風のギターソロで終わる」と説明している。『ビルボード』誌のブルック・バジグロヴィッチは「ブレンドン・ユーリーのパワフルなボーカルとトランペットのアンサンブルが曲にジャズ風のロックサウンドをもたらしている」と評した。
パニック!アット・ザ・ディスコによるカバー・バージョンは、2019年に日本で放送されたYouTube MusicのCMソングとして使用されたほか、WWEの「Backlash 2020」の公式テーマソングとしても使用された

### チャート成績（パニック!アット・ザ・ディスコ版）

#### 週間チャート（パニック!アット・ザ・ディスコ版）
| チャート (2018年 - 2019年)                    | 最高位 |
| --------------------------------------------- | ------ |
| Canadian Digital Song Sales (Billboard)       | 40     |
| アイルランド (IRMA)                           | 82     |
| UK シングルス (OCC)                           | 82     |
| US Alternative Digital Song Sales (Billboard) | 3      |
| US Bubbling Under Hot 100 (Billboard)         | 5      |
| US Digital Song Sales (Billboard)             | 10     |
| US Hot Rock & Alternative Songs (Billboard)   | 10     |
| US Rock Streaming Songs (Billboard)           | 24     |

#### 年間チャート（パニック!アット・ザ・ディスコ版）
| チャート (2019年)                           | 順位 |
| ------------------------------------------- | ---- |
| US Hot Rock & Alternative Songs (Billboard) | 44   |

### 認定（パニック!アット・ザ・ディスコ版）
| 国/地域                          | 認定   | 認定/売上数 |
| -------------------------------- | ------ | ----------- |
| イギリス (BPI)                   | Silver | 200,000     |
| アメリカ合衆国 (RIAA)            | Gold   | 500,000     |
| 認定のみに基づく売上数と再生回数 |        |             |